# 서울대곡초등학교
서울대곡초등학교(서울大谷初等學校)는 대한민국 서울특별시 강남구 대치2동에 있는 공립 초등학교이다.

## 학교 연혁
| 1981. 09.     | 서울대곡초등학교 설립인가, 제1대 김병렬교장 취임     |
| 1982. 03.     | 51학급 편성                                          |
| 1983. 02.     | 제1회 졸업식 (남 321명, 여 286명, 계 607명)          |
| 2000. 12.     | 멀티미디어실 개관                                    |
| 2002. 09.     | 도서실 개관                                          |
| 2005. 07.     | 급식실 현대화 개관                                   |
| 2009. 04.     | 지역공동 수학영재학급 개설                           |
| 2011. 03.     | 초등돌봄교실 개관                                    |
| 2011. 07.     | 학교 수해 피해 (16개 교실 침수)                      |
| 2012. 06.     | 강남구청장기 소년축구대회 우승                       |
| 2013. 03.     | 본관 엘리베이터 설치, 본관 3~4층 복도 내 유리창 교체 |
| 2014. 12.     | 학교교육활동 체육교육 우수학교 교육장상 표창         |
| 2015. 02.     | 본관 중앙현관 시설 정비 공사                         |
| 2015. 12.     | 다목적실 시설 개선 사업                              |
| 2015. 12.     | 인권친화적 학교만들기 우수학교 교육감상 표창         |
| 2016. 03.     | 서울시교육청 연수협력학교 재지정                     |
| 2016. 07.     | 학생 식당 및 급식실 건물 신축 공사                   |
| 2016. 12.     | 인성교육 우수학교 교육장상 표창                      |
| 2017. 03.     | 2017학년도 신입생 입학 (남 75명, 여 59명, 계 134명)  |
| 2017. 09.     | 제12대 한여옥 교장 부임                              |
| 2017. 11.     | 공기정화 장치 45대 설치                              |
| 2017. 12.     | 학교문화개선 우수학교 교육장상 수상                  |
| 2018. 01.     | 학생 사물함 교체                                     |
| 2018. 02.     | 급식실 개관                                          |
| 2021. 01. 28. | 제 39회 졸업식                                       |

2021 10.

## 참고 자료
- 서울대곡초등학교 - 한국교육학술정보원 학교알리미